# José Antonio Calcaño
José Antonio Calcaño Panizza (Cartagena de Indias, 21 de enero de 1827-Caracas, 1897) fue un escritor colombo-venezolano, hermano del también escritor Mariano Arístides Calcaño.

## Biografía
Fue el cuarto de los doce hijos de Juan Bautista Calcaño y Uraín, de origen italiano (los Calcagno de Génova) y natural de Caracas (Venezuela), un importante jurista, autor de una gramática alemana, a quien en 1829; Simón Bolívar, lo nombró Secretario de la prefectura del Departamento de Magdalena y de Josefa Antonia Panizza de Ayós, oriunda de Cartagena, descendiente de una distinguida familia de España; también de origen italiano.  
La mayoría de los hermanos Calcaño-Panizza fueron escritores. Huyendo de las revueltas políticas, el padre, proscrito por ser partidario de Bolívar, se trasladó a Maracaibo con su familia y al poco tiempo fue nombrado senador y tuvo que mudarse otra vez a Caracas. Allí estudió José Antonio literatura y filosofía en la Universidad Central de Venezuela (UCV). Luego siguió los cursos de Matemáticas de la  Escuela Militar y Matemáticas de la UCV y dio comienzo a los de Medicina, que tuvo que abandonar por sus problemas de salud. Enseguida fue atraído por el periodismo y la poesía. 
Fue corredactor de los Ecos del Avila y fundador con Félix Soublette de Las Brisas del Avila. Desde 1845 publica con regularidad sus poemas en la prensa. Estudió con provecho los clásicos españoles y la literatura italiana, inglesa, francesa y alemana, en las cuales es muy versado, como Abigaíl Lozano. 
Fue miembro fundador de la Academia Venezolana de la Lengua y Director de la misma por varios años, además de correspondiente de la Real Academia Española; escribió el discurso pronunciado el 28 de octubre de 1876, en ocasión del traslado de los restos del Libertador Simón Bolívar desde la Catedral al Panteón Nacional. 
Era compositor y tocaba la flauta y el piano. Estuvo algún tiempo empleado en el Ministerio de Relaciones Exteriores, y desempeñó más tarde las funciones de Cónsul de Venezuela en Liverpool durante una veintena de años. 
Católico, fue un poeta lírico de fondo clásico y con frecuencia romántico, y también le atrajeron los temas filosóficos. Sus Obras poéticas se publicaron en París en 1895, pero además produjo cuentos, obras de teatro, novelas y ensayos. 
Tras vivir 20 años en Inglaterra como cónsul de Venezuela en Liverpool, murió en Caracas. En 1851, se casó con Isabel Sanabria y Rodríguez del Toro (1830-1917), tataranieta de Francisco Rodríguez del Toro e Isturiz, sobrina nieta de Francisco Rodríguez del Toro, Fernando Rodríguez del Toro y Juan Rodríguez del Toro, sobrina tataranieta de José Rodríguez del Toro, prima segunda de Bernardo Herrera, Esteban Herrera Toro, Diego Ibarra y Andrés Ibarra, prima tercera de María Teresa del Toro y Antonio Herrera Toro, prima cuarta de Carlos Toro Manrique, Rufino Blanco-Fombona y Fermín Toro y a la vez, prima quinta de Carlos Acedo Toro, Miguel Toro Ramírez y Teresa Carreño. Tuvieron diez hijos: Josefa Antonia, Juan Bautista, Alberto Víctor, Luis, Emilio, José Antonio, Isabel María, Angelina, Eduardo y Thomas Harold. La Academia de la Juventud Católica de Madrid le adjudicó el premio en el concurso público promovido con motivo de la celebración del Concilio Ecuménico Vaticano I.

## Obras
- La danza de los muertos, 1873.
- El ruego de la inocencia: leyenda católica, 1876.
- Lilia, s. a.
- El canto de primavera, 1865.
- Bolivar en Santa Marta, 1886.
- Canto triunfal: Homenaje á Zorrilla, 1893.
- La faja azul, 1894.
- Los dos genios, 1893.
- Los arabescos de Eduino, 1893.
- Obras poéticas de José Antonio Calcaño. París: Garnier Hermanos, 1895.